# Francisco Beltrão Airport
Francisco Beltrão Airport är en flygplats i Brasilien.   Den ligger i kommunen Francisco Beltrão och delstaten Paraná, i den södra delen av landet, 1 300 km söder om huvudstaden Brasília. Francisco Beltrão Airport ligger 644 meter över havet.
Terrängen runt Francisco Beltrão Airport är varierad. Närmaste större samhälle är Francisco Beltrão, 2,6 km söder om Francisco Beltrão Airport.
I omgivningarna runt Francisco Beltrão Airport växer huvudsakligen savannskog. Runt Francisco Beltrão Airport är det ganska glesbefolkat, med 32 invånare per kvadratkilometer.